# 弗洛拉·达菲
弗洛拉·达菲女爵士，DBE（1987年9月30日—）是百慕大铁人三项女子运动员。她在2020年东京奥运会上获得金牌，这是百慕大歷史上首枚奧運金牌。百慕大也成為夏季奥运會史上夺得金牌人口最少的国家或地区。她还参加過在北京、伦敦和里约热内卢举行的夏季奥运会。

## 簡歷
她於2018年在澳大利亚举行的第21届英联邦运动会上获得女子铁人三项金牌。2018年，她被授予大英帝國官佐勳章（OBE），以表彰她对百慕大体育事业的贡献。
达菲在英國2022新年榮譽中頒授大英帝國爵級司令勳章（DBE），以表彰她「對百慕達體育的貢獻」。

## 榮譽

### 勳章
- 大英帝國爵級司令勳章：2022年